# Igreja de Santo António (Santo António)

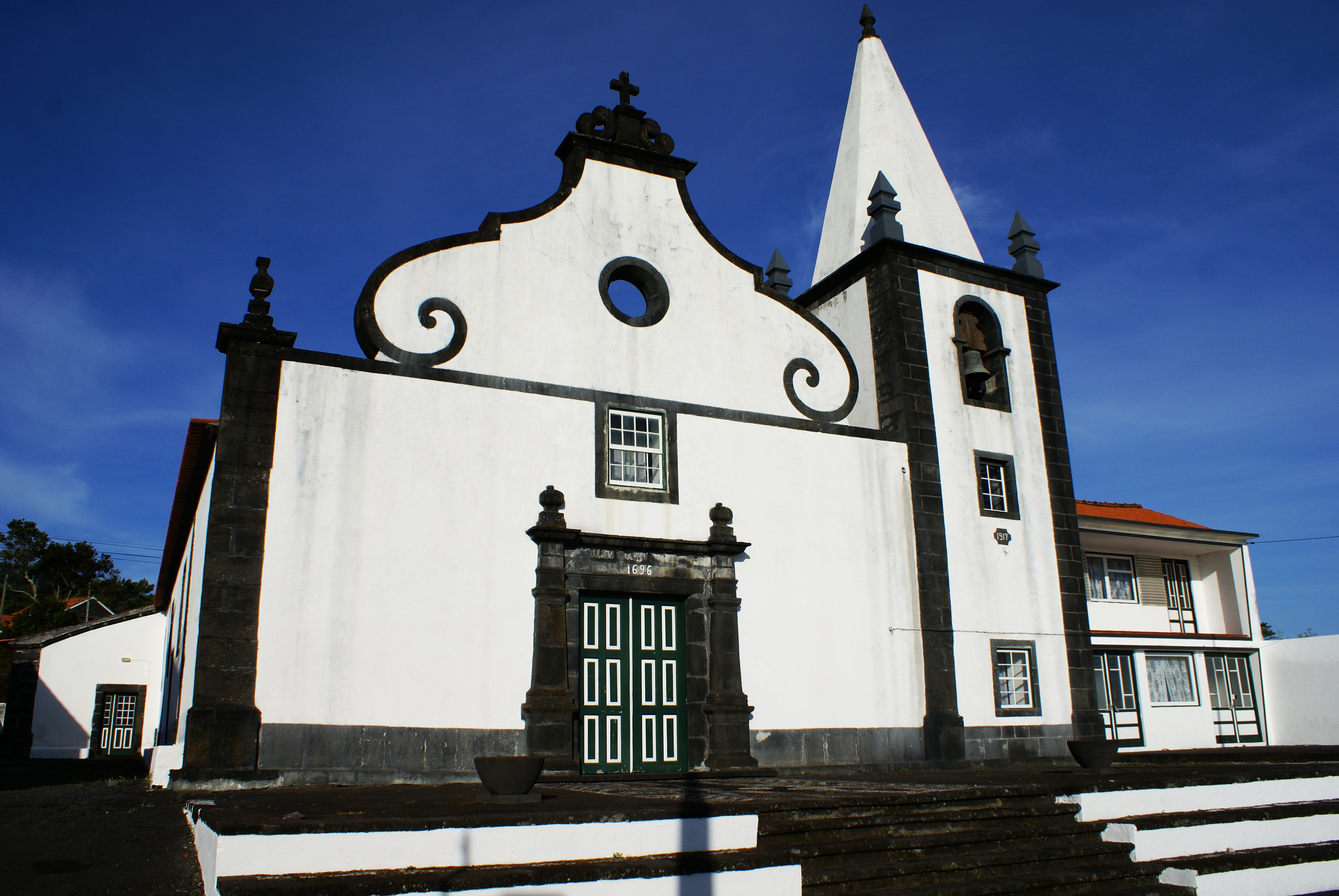
Igreja de Santo António, fachada.

Igreja de Santo António é um templo cristão português que se localiza na freguesia de Santo António, concelho de São Roque do Pico, ilha do Pico, arquipélago dos Açores.
Fica este gracioso templo na pitoresca e romântica freguesia de Santo António, a qual por sua vez se encontra situada a poucos quilómetros do Cais do Pico.
A primitiva igreja paroquial data da época da criação da paróquia, ou seja pouco depois de 1696, ano em que o bispo D. António Vieira Leitão promoveu a sua construção, Depois de várias vicissitudes a igreja de Santo António apresenta-se hoje como um vasto templo, com sua portada elegante e sua torre encimada por uma grimpa.
A capela-mor dedicada ao grande taumaturgo português, possui o Santíssimo Sacramento, sendo, o seu retábulo, todo dourado e de fino recorte, um dos mais belos e valiosos de toda a Ilha do Pico.
Conservado inteligentemente, tal como foi legado pelo passado, esse retábulo é uma rica peça do património artístico dos Açores, valorizada com a existência, no seu centro, de uma  formosa Imagem de Santo António.
Esta igreja guarda ainda num dos seus altares laterais uma veneranda Imagem de Nossa Senhora da Saúde cuja festa atrai muitos forasteiros no dia 15 de Agosto de todos os anos.
Quando da extinção das ordens religiosas se verificou o desmantelamento do Convento dos Franciscanos do Cais do Pico, o órgão deste passou-se para esta igreja de Santo António. Todos os anos, a festa a este santo é uma das mais interessantes do Pico para o que muito contribui também o pitoresco do lugar.